# Russell Hornsby
Russell Hornsby (São Francisco, 15 de maio de 1974) é um ator norte-americano de cinema, teatro e televisão.
É conhecido por seu papel de Eddie Sutton em Lincoln Heights (2007), da rede ABC e como Luke no drama de HBO In Treatment (2008). Protagonizou a série da NBC, Grimm e atualmente interpreta o comandante Grant Kelly, na série da Netflix, Perdidos no Espaço.

## Biografia
Hornsby nasceu em São Francisco, na Califórnia, em 1974. Foi jogador de futebol americano no colégio St. Mary’s, em Berkeley. Quando fez um teste para o papel de Espantalho na montagem de O Mágico de Oz na escola, ele começou a se interessar por atuação. Participou de produções teatrais da escola e esteve envolvido em várias peças em seus anos de ensino médio.
Assim que se formou, ele ingressou na Universidade de Boston, onde se formou em drama e atuação. Depois foi para Londres, onde estudou na British American Drama Academy, de Oxford.

## Carreira
Depois de terminar os estudos em Oxford, Hornsby se mudou para a cidade de Nova Iorque, onde teve vários papéis em produções da Broadway, como o de Atticus Finch, em Kill a Mockingbird e de Paul, em Six Degrees of Separation. No final dos anos 1990, ele decidiu se mudou para Los Angeles, em uma tentativa de ingressar na televisão e no cinema. Participou de várias produções de televisão, incluindo papéis recorrentes em séries como Haunted, onde foi o detetive Marcus Bradshaw e em Gideon's Crossing, onde foi o residente chefe Dr. Aaron Boise. Outras participações incluem Grey's Anatomy, Law & Order, and In Justice.
De 2011 a 2017, ele participou da série Grimm e interpretou Isaiah Butler no drama criminal da Netflix, Seven Seconds. Em 2021, ele interpretou o comandante Grant Kelly, na terceira temporada da série Perdidos no Espaço.
No cinema, Hornsby atuou em After the Sunset, Big Fat Liar, Get Rich or Die Tryin, Keep the Faith, Baby, Meet the Parents e Stuck, entre outros.
Hornsby foi confirmado no elenco da série Iron Mike, da Hulu, no papel de Don King.

## Filmografia

### Filme
| Ano  | Título                 | Papel           |
| ---- | ---------------------- | --------------- |
| 2000 | Meet the Parents       | Mensageiro      |
| 2002 | Big Fat Liar           | Marcus Duncan   |
| 2004 | After the Sunset       | Jean Paul       |
| 2005 | Get Rich or Die Tryin' | Odell           |
| 2006 | Something New          | Dr. Borcklond   |
| 2007 | Stuck                  | Rashid          |
| 2016 | LUV                    | Detetive Pratt  |
| 2016 | Fences                 | Lyons Maxson    |
| 2018 | The Hate U Give        | Maverick Carter |
| 2018 | Creed II               | Buddy Marcelle  |

### Televisão
| Ano     | Título                                     | Papel                  | Notas |
| ------- | ------------------------------------------ | ---------------------- | --- |
| 1993    | Bill Nye the Science Guy                   | Assistente Food Truck  | Episódio: “Digestion”                                                                                         |
| 1999    | Law & Order                                | Danny Ruiz             | Episódio: "Marathon"                                                                                          |
| 2001    | Girlfriends                                | Antoine Childs         | Episódio: "The Wedding" Substituiu Darius McCrary em um episódio                                              |
| 2000–01 | Gideon's Crossing                          | Dr. Aaron Boies        | Personagem regular, 20 episódios                                                                              |
| 2002    | Haunted                                    | Marcus Bradshaw        | Personagem regular, 11 episódios                                                                              |
| 2003    | Playmakers                                 | Leon Taylor            | Personagem regular, 11 episódios                                                                              |
| 2004    | Century City                               | Sr. Skobel             | Episódio: "A Mind Is a Terrible Thing to Lose"                                                                |
| 2005    | Grey's Anatomy                             | Digby Owens            | Episódio: "The Self-Destruct Button"                                                                          |
| 2005    | Law & Order: Special Victims Unit          | Alvin Dutch            | Episódio: "Storm"                                                                                             |
| 2008    | In Justice                                 | Luther Cain            | Episódio: "Pilot"                                                                                             |
| 2007–09 | Lincoln Heights                            | Eddie Sutton           | Protagonista                                                                                                  |
| 2008    | Fear Itself                                | Sergeant Wiliams       | Episódio: "Eater"                                                                                             |
| 2009    | In Treatment                               | Luke                   | Personagem recorrente, 6 episódios                                                                            |
| 2010    | The Good Wife                              | Dr. Shawn Wesley       | Episódio: "Painkiller"                                                                                        |
| 2011    | FutureStates                               | Kaya Guidry            | Episódio: "Remigration"                                                                                       |
| 2011    | Shameless                                  | Tony's Partner         | 2 episódios                                                                                                   |
| 2011    | Suits                                      | Quentin Sainz          | Episódio: "Dirty Little Secrets"                                                                              |
| 2011–17 | Grimm                                      | Detetive Hank Griffin  | Personagem principal, 123 episódios                                                                           |
| 2018    | Seven Seconds                              | Isaiah Butler          | Personagem regular, 10 episódios Black Reel Award de Melhor Ator Coadjuvante em filme para a TV ou Minissérie |
| 2018–19 | The Affair                                 | Carl Gatewood          | 5 episódios                                                                                                   |
| 2019    | Proven Innocent                            | Ezekiel "EZ" Boudreau  | Protagonista, 13 episódios                                                                                    |
| 2020    | Lincoln Rhyme: Hunt for the Bone Collector | Lincoln Rhyme          | Protagonista                                                                                                  |
| 2021    | Black Mafia Family                         | Charles Flenory        | Protagonista                                                                                                  |
| 2021    | Perdidos no Espaço                         | Comandante Grant Kelly | Protagonista                                                                                                  |

### Video-games
| Ano  | Título               | Papel                          |
| ---- | -------------------- | ------------------------------ |
| 2008 | Army of Two          | Tyson Rios                     |
| 2009 | Terminator Salvation | Rogers, soldado da resistência |